# ژولیان آبسالون
ژولیان آبسالون (فرانسوی: Julien Absalon‎؛ زادهٔ ۱۶ اوت ۱۹۸۰) دوچرخه‌سوار اهل فرانسه است.
وی همچنین برندهٔ جوایزی همچون لژیون دونور شده‌است.
وی در مسابقات کشوری و بین‌المللی در مجموع برندهٔ ۱۹ مدال طلا، ۸ مدال نقره، ۵ مدال برنز شده‌است.